# Leucospis regalis
Leucospis regalis är en stekelart som beskrevs av John Obadiah Westwood 1874. Leucospis regalis ingår i släktet Leucospis och familjen Leucospidae. Inga underarter finns listade i Catalogue of Life.